# Сулца
Сулца (рум. Sulța) — село у повіті Бакеу в Румунії. Входить до складу комуни Агеш.
Село розташоване на відстані 225 км на північ від Бухареста, 54 км на захід від Бакеу, 129 км на південний захід від Ясс, 101 км на північний схід від Брашова.

## Населення
За даними перепису населення 2002 року у селі проживали 738 осіб, усі — румуни. Усі жителі села рідною мовою назвали румунську.